# 1914年
1914年（1914 ねん）は、西暦（グレゴリオ暦）による、木曜日から始まる平年。大正3年。

## 他の紀年法
- 干支 : 甲寅
- 日本（月日は一致）
  - 大正3年
  - 皇紀2574年
- 中国（月日は一致）
  - 中華民国3年
- 朝鮮（月日は一致）
  - 檀紀4247年
  - 主体3年
- ベトナム
  - 阮朝 : 維新7年12月6日 - 維新8年11月15日
- モンゴル国
  - 共戴3年12月6日 - 共戴4年11月15日
- 仏滅紀元：2456年10月5日 - 2457年10月15日
- ヒジュラ暦（イスラム暦） : 1332年2月3日 - 1333年2月13日
- ユダヤ暦 : 5674年4月3日 - 5675年4月14日
- 修正ユリウス日(MJD) : 20133 - 20497
- リリウス日(LD) : 120974 - 121338

※檀紀は、大韓民国で1948年に法的根拠を与えられたが、1962年からは公式な場では使用されていない。

※主体暦は、朝鮮民主主義人民共和国で1997年に制定された。

## カレンダー
| 1月 |    |    |    |    |    |    |
| 日  | 月 | 火 | 水 | 木 | 金 | 土 |
|     |    |    |    | 1  | 2  | 3  |
| 4   | 5  | 6  | 7  | 8  | 9  | 10 |
| 11  | 12 | 13 | 14 | 15 | 16 | 17 |
| 18  | 19 | 20 | 21 | 22 | 23 | 24 |
| 25  | 26 | 27 | 28 | 29 | 30 | 31 |
|     |    |    |    |    |    |    |

| 2月 |    |    |    |    |    |    |
| 日  | 月 | 火 | 水 | 木 | 金 | 土 |
| 1   | 2  | 3  | 4  | 5  | 6  | 7  |
| 8   | 9  | 10 | 11 | 12 | 13 | 14 |
| 15  | 16 | 17 | 18 | 19 | 20 | 21 |
| 22  | 23 | 24 | 25 | 26 | 27 | 28 |
|     |    |    |    |    |    |    |

| 3月 |    |    |    |    |    |    |
| 日  | 月 | 火 | 水 | 木 | 金 | 土 |
| 1   | 2  | 3  | 4  | 5  | 6  | 7  |
| 8   | 9  | 10 | 11 | 12 | 13 | 14 |
| 15  | 16 | 17 | 18 | 19 | 20 | 21 |
| 22  | 23 | 24 | 25 | 26 | 27 | 28 |
| 29  | 30 | 31 |    |    |    |    |
|     |    |    |    |    |    |    |

| 4月 |    |    |    |    |    |    |
| 日  | 月 | 火 | 水 | 木 | 金 | 土 |
|     |    |    | 1  | 2  | 3  | 4  |
| 5   | 6  | 7  | 8  | 9  | 10 | 11 |
| 12  | 13 | 14 | 15 | 16 | 17 | 18 |
| 19  | 20 | 21 | 22 | 23 | 24 | 25 |
| 26  | 27 | 28 | 29 | 30 |    |    |
|     |    |    |    |    |    |    |

| 5月 |    |    |    |    |    |    |
| 日  | 月 | 火 | 水 | 木 | 金 | 土 |
|     |    |    |    |    | 1  | 2  |
| 3   | 4  | 5  | 6  | 7  | 8  | 9  |
| 10  | 11 | 12 | 13 | 14 | 15 | 16 |
| 17  | 18 | 19 | 20 | 21 | 22 | 23 |
| 24  | 25 | 26 | 27 | 28 | 29 | 30 |
| 31  |    |    |    |    |    |    |
|     |    |    |    |    |    |    |

| 6月 |    |    |    |    |    |    |
| 日  | 月 | 火 | 水 | 木 | 金 | 土 |
|     | 1  | 2  | 3  | 4  | 5  | 6  |
| 7   | 8  | 9  | 10 | 11 | 12 | 13 |
| 14  | 15 | 16 | 17 | 18 | 19 | 20 |
| 21  | 22 | 23 | 24 | 25 | 26 | 27 |
| 28  | 29 | 30 |    |    |    |    |
|     |    |    |    |    |    |    |

| 7月 |    |    |    |    |    |    |
| 日  | 月 | 火 | 水 | 木 | 金 | 土 |
|     |    |    | 1  | 2  | 3  | 4  |
| 5   | 6  | 7  | 8  | 9  | 10 | 11 |
| 12  | 13 | 14 | 15 | 16 | 17 | 18 |
| 19  | 20 | 21 | 22 | 23 | 24 | 25 |
| 26  | 27 | 28 | 29 | 30 | 31 |    |
|     |    |    |    |    |    |    |

| 8月 |    |    |    |    |    |    |
| 日  | 月 | 火 | 水 | 木 | 金 | 土 |
|     |    |    |    |    |    | 1  |
| 2   | 3  | 4  | 5  | 6  | 7  | 8  |
| 9   | 10 | 11 | 12 | 13 | 14 | 15 |
| 16  | 17 | 18 | 19 | 20 | 21 | 22 |
| 23  | 24 | 25 | 26 | 27 | 28 | 29 |
| 30  | 31 |    |    |    |    |    |
|     |    |    |    |    |    |    |

| 9月 |    |    |    |    |    |    |
| 日  | 月 | 火 | 水 | 木 | 金 | 土 |
|     |    | 1  | 2  | 3  | 4  | 5  |
| 6   | 7  | 8  | 9  | 10 | 11 | 12 |
| 13  | 14 | 15 | 16 | 17 | 18 | 19 |
| 20  | 21 | 22 | 23 | 24 | 25 | 26 |
| 27  | 28 | 29 | 30 |    |    |    |
|     |    |    |    |    |    |    |

| 10月 |    |    |    |    |    |    |
| 日   | 月 | 火 | 水 | 木 | 金 | 土 |
|      |    |    |    | 1  | 2  | 3  |
| 4    | 5  | 6  | 7  | 8  | 9  | 10 |
| 11   | 12 | 13 | 14 | 15 | 16 | 17 |
| 18   | 19 | 20 | 21 | 22 | 23 | 24 |
| 25   | 26 | 27 | 28 | 29 | 30 | 31 |
|      |    |    |    |    |    |    |

| 11月 |    |    |    |    |    |    |
| 日   | 月 | 火 | 水 | 木 | 金 | 土 |
| 1    | 2  | 3  | 4  | 5  | 6  | 7  |
| 8    | 9  | 10 | 11 | 12 | 13 | 14 |
| 15   | 16 | 17 | 18 | 19 | 20 | 21 |
| 22   | 23 | 24 | 25 | 26 | 27 | 28 |
| 29   | 30 |    |    |    |    |    |
|      |    |    |    |    |    |    |

| 12月 |    |    |    |    |    |    |
| 日   | 月 | 火 | 水 | 木 | 金 | 土 |
|      |    | 1  | 2  | 3  | 4  | 5  |
| 6    | 7  | 8  | 9  | 10 | 11 | 12 |
| 13   | 14 | 15 | 16 | 17 | 18 | 19 |
| 20   | 21 | 22 | 23 | 24 | 25 | 26 |
| 27   | 28 | 29 | 30 | 31 |    |    |
|      |    |    |    |    |    |    |

## できごと

### 1月
- 1月5日 - フォード・モーターが従業員の8時間労働と日給5ドルの最低賃金導入を発表
- 1月12日 - 桜島の大噴火が発生。1月末には対岸の大隅半島と接続（桜島の大正大噴火）。
- 1月23日 - 日本の衆議院予算委員会で島田三郎議員がシーメンスによる日本海軍へのリベート供与を追及、シーメンス事件に発展する。

### 2月
- 2月6日 - 大分県日田郡の女子畑発電所（のち九州水力電気）が、官営八幡製鉄所に電力供給を開始
- 2月10日 - 内閣弾劾国民大会開催（日比谷公園）- 国会議事堂を包囲

### 3月
- 3月1日 - 朝鮮総督府による大規模な自治体の統廃合（都市部分は府、農村部分は郡に）
- 3月12日 - ニチロ（現マルハニチロ）設立
- 3月15日 - 秋田仙北地震が発生。94名の死者を出した。
- 3月19日 - 辰野金吾設計による東京駅が新築落成
- 3月20日 - 東京大正博覧会開催（ - 7月31日、日本初のエスカレーター登場）
- 3月23日 - アメリカ海軍の戦艦オクラホマが進水。
- 3月24日 - 第1次山本内閣総辞職（シーメンス事件による）
- 芸術座公演「復活」（松井須磨子ら）

### 4月
- 4月1日
  - 宝塚少女歌劇（現在の宝塚歌劇団）第1回公演
  - 高知県の足摺岬に灯台が点灯[1]
- 4月16日 - 第2次大隈内閣成立
- 4月20日 - 夏目漱石 「こゝろ」連載開始

### 5月
- 5月4日 - 第32臨時議会召集
- 東上鉄道（後の東武東上線）池袋 - 田面沢（川越市内）まで開業

### 6月
- 6月12日 - 平凡社設立
- 6月20日 - 第33臨時議会召集

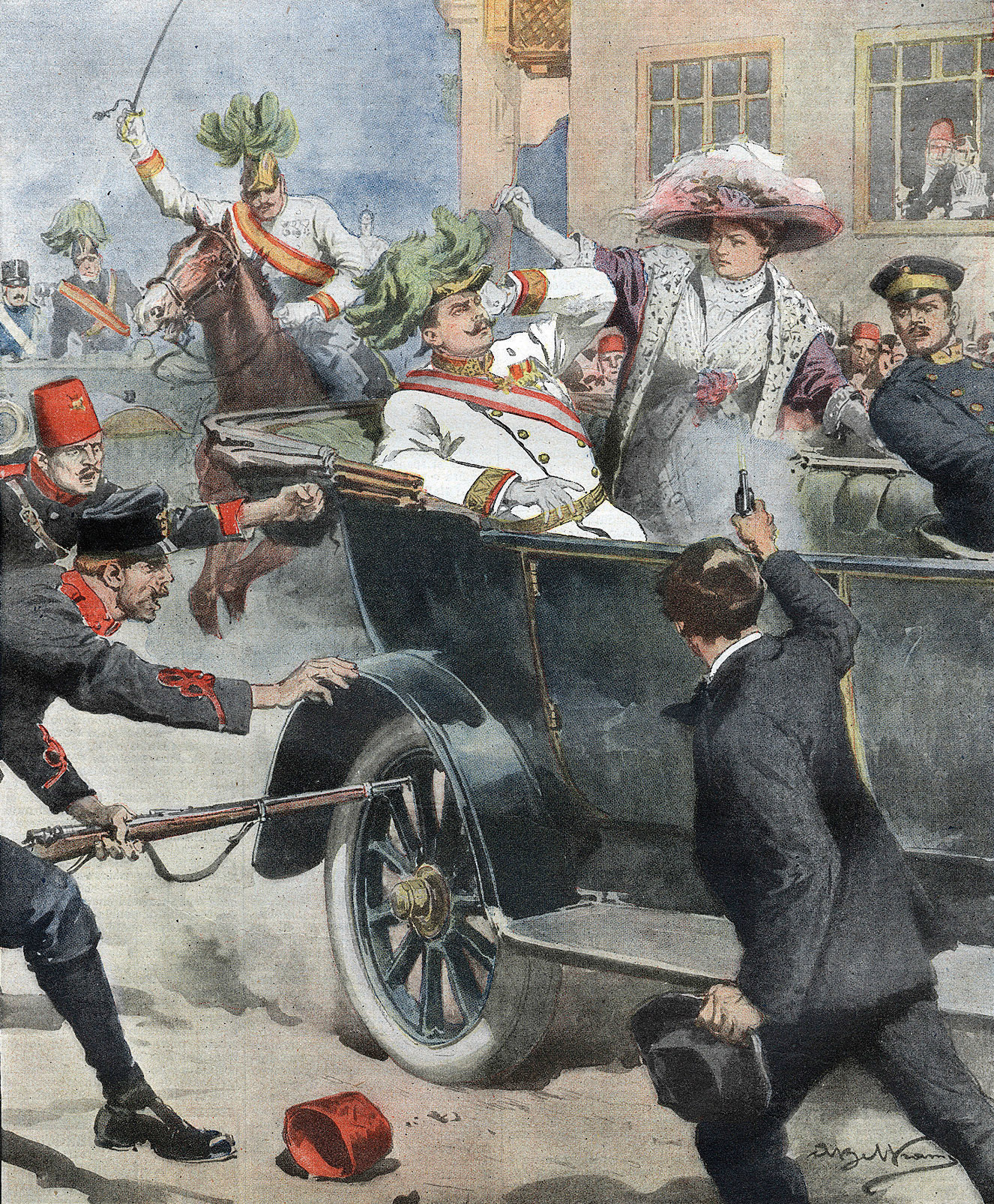
サラエボ事件

- 6月25日 - 九州電気軌道 折尾停留所 - 黒崎間の開通
- 6月28日 - 第一次世界大戦: オーストリアのボスニア地方の町サラエボで、オーストリア皇位継承者フランツ・フェルディナント大公夫妻がセルビア人青年によって暗殺される（サラエボ事件）

### 7月
- 7月3日 - イギリスとチベットがシムラ条約調印
- 7月8日 - 孫文らが東京で中華革命党を結成
- 7月23日 - サラエボ事件: オーストリア＝ハンガリー帝国がセルビアに最後通牒
- 7月28日 - 第一次大戦: オーストリアがセルビアに宣戦布告し、第一次大戦が始まる。
- 7月30日 - 第一次大戦: ロシア帝国が総動員を発令

### 8月
- 8月1日 - 第一次大戦: ドイツ帝国がロシアに宣戦布告
- 8月3日 - 第一次大戦: ドイツがフランスに宣戦布告
- 8月4日
  - 第一次大戦: ドイツ軍が中立国ベルギーに侵入。
  - 第一次大戦: イギリスがドイツに宣戦布告する。
- 8月12日 - 英国が日本の対独参戦に同意
- 8月15日 - パナマ運河開通式
- 8月23日 - 第一次大戦: 大日本帝国がドイツに宣戦布告する。
- 米国は第一次大戦に中立を表明。
- 第一次大戦: タンネンベルクの戦いが行われる。以後、東部戦線は膠着する。

### 9月
- 9月1日 - 最後のリョコウバトのマーサが死亡（シンシナティ動物園）
- 9月2日 - 第一次大戦: 日本がドイツ租借地の山東省に上陸
- 9月3日 - 第34臨時議会召集
- 9月6日 - 第一次大戦: マルヌ会戦が始まる。以後、西部戦線は膠着する。
- 9月22日 - ドイツ海軍がパペーテを砲撃
- 9月18日 - 英国で第3次アイルランド自治法成立（戦時期間中は施行は棚上げ）

### 10月
- 10月1日
  - 三越呉服店新装開店（エスカレーターやライオン像が話題に）
  - 第一回二科展

### 11月
- 11月2日 - 早慶明の三大学野球リーグ開幕。
- 11月3日 - 第一次大戦: タンガの戦いはじまる。
- 11月11日 - 第一次大戦: オスマン帝国が同盟国側で参戦
- 11月15日
  - 英国が日本艦隊のダーダネルス海峡への派遣を要請（日本は拒絶）
  - 新大久保駅開業
- 「少年倶楽部」創刊（大日本雄辯會）

### 12月
- 12月5日 - 第35議会召集
- 12月18日 - 英国がエジプトを正式に保護国化
- 12月20日 - 東京駅開業（東海道本線始発駅は新橋駅から東京駅に変更、新橋駅は汐留貨物駅に改称）
- 12月25日 -  第一次世界大戦: クリスマス休戦が始まる。
- 12月29日 - 伊藤忠合名会社設立
- 12月30日 - 一家四人死刑事件

### 日付不詳
- 2月 - 東京市を中心に発疹チフスが流行。年末までの死者は全校で1176人[2]。
- 4月 - 松本亦太郎「実験心理学十講」
- 4月 - 阿部次郎「三太郎の日記」
- 10月 - アンリ・ベルクソン「創造的進化」邦訳。日本に於けるベルクソンの紹介が盛り上がる。
- エドガー・ライス・バローズ『ターザン』。

## 誕生

### 1月
- 1月1日 - 畑中武夫、天文学者（+ 1963年）
- 1月1日 - エディット・ピヒト＝アクセンフェルト、チェンバロ奏者・ピアニスト（+ 2001年）
- 1月1日 - 佐治賢使、漆芸家（+ 1999年）
- 1月3日 - 植村謙二郎、俳優（+ 1979年）
- 1月4日 - ジャン＝ピエール・ヴェルナン、歴史学者（+ 2007年）
- 1月7日 - 石田政良、プロ野球選手（+ 没年不明）
- 1月9日 - ルーファス・ゲインズ、元プロ野球選手（+ 1998年）
- 1月13日 - 西住小次郎、陸軍軍人（+ 1938年）
- 1月14日 - 駒田信二、作家・中国文学者（+ 1994年）
- 1月17日 - 石原繁三、プロ野球選手（+ 1946年）
- 1月20日 - 丹羽淑雄、プロ野球選手（+ 没年不明）
- 1月23日 - ピーナ・カルミレッリ、ヴァイオリニスト（+ 1993年）
- 1月28日 - 三木鶏郎、作詞家（+ 1994年）
- 1月29日 - 深沢七郎、小説家（+ 1987年）
- 1月31日 - ジャーシー・ジョー・ウォルコット、プロボクサー（+ 1994年）

### 2月
- 2月1日 - ジョージ・ニッセン、体操競技選手（+ 2010年）
- 2月3日 - 石川利光、小説家（+ 2001年）
- 2月5日 - ウィリアム・S・バロウズ、小説家（+ 1997年）
- 2月5日 - アラン・ロイド・ホジキン、生理学者（+ 1998年）
- 2月5日 - 山田伝、元プロ野球選手（+ 1987年）
- 2月8日 - 浅岡三郎、元プロ野球選手（+ 没年不明）
- 2月11日 - 斎藤十一、編集者（+ 2000年）
- 2月13日 - 倉金章介、漫画家（+ 1973年）
- 2月19日 - 内海五十雄、プロ野球選手（+ 1992年）
- 2月21日 - イルマリ・ユーティライネン、軍人（+ 1999年）
- 2月22日 - レナート・ドゥルベッコ、ウイルス学者（+ 2012年）
- 2月23日 - 遠山茂樹、歴史学者（+ 2011年）
- 2月24日 - リカルド・オドノポソフ、ヴァイオリニスト（+ 2004年）

### 3月
- 3月2日 - マーティン・リット、映画監督（+ 1990年）
- 3月3日 - 加藤正二、プロ野球選手（+ 1958年）
- 3月4日 - ウォード・キンボール、アニメーター（+ 2002年）
- 3月4日 - ロバート・ラスバン・ウィルソン、物理学者（+ 2000年）
- 3月6日 - キリル・コンドラシン、指揮者（+ 1981年）
- 3月8日 - ヤーコフ・ゼルドビッチ、物理学者（+ 1987年）
- 3月14日 - 水野清隆、スーパーセンテナリアン・現在の日本国最高齢男性
- 3月15日 - 宇佐美一夫、プロ野球選手（+ 2000年）
- 3月16日 - 嵯峨浩、満州国皇帝溥儀の弟溥傑の妻（+ 1987年）
- 3月17日 - 会田綱雄、詩人（+ 1990年）
- 3月21日 - ポール・トルトゥリエ、チェロ奏者（+ 1990年）
- 3月22日 - 丸山眞男、政治学者（+ 1996年）
- 3月25日 - ノーマン・ボーローグ、農学者（+ 2009年）
- 3月26日 - 公文公、数学研究者（+ 1996年）
- 3月26日 - ウィリアム・ウェストモーランド、アメリカ陸軍参謀総長（+ 2005年）
- 3月28日 - エドマンド・マスキー、第58代アメリカ合衆国国務長官・マスキー法提案者（+ 1996年）
- 3月30日 - サニー・ボーイ・ウィリアムソンI、アメリカ合衆国のブルース・ハーモニカ奏者（+ 1948年）
- 3月30日 - 山本悍右、詩人・写真家（+ 1987年）
- 3月31日 - オクタビオ・パス、詩人・評論家（+ 1998年）
- 3月31日 - 船山馨、作家（+ 1981年）
- 3月31日 - 天池清次、労働運動家（+ 2012年）

### 4月
- 4月2日 - アレック・ギネス、俳優（+ 2000年）
- 4月2日 - ハンス・J・ウェグナー、家具デザイナー（+ 2007年）
- 4月4日 - マルグリット・デュラス、小説家（+ 1996年）
- 4月4日 - ズデネク・コパル、天文学者（+ 1993年）
- 4月7日 - 坪内道典、プロ野球選手（+ 1997年）
- 4月10日 - 近衛十四郎、俳優（+ 1977年）
- 4月12日 - アドリアーン・ブラウ、天文学者（+ 2010年）
- 4月14日 - 林屋辰三郎、歴史学者（+ 1998年）
- 4月14日 - 矢野年子、ぎんさん四姉妹の長女（+ 没年不明）
- 4月14日 - 吉田正男、野球選手（+ 1996年）
- 4月16日 - 遊部久蔵、経済学者（+ 1977年）
- 4月19日 - 織田廣喜、画家（+ 2012年）
- 4月20日 - 田丸秀治、電通元社長（+ 1990年）
- 4月28日 - 高須清、プロ野球選手（+ 没年不明）
- 4月29日 - 高橋輝彦、プロ野球選手（+ 没年不明）

### 5月
- 5月4日 - 前田山英五郎、大相撲第39代横綱（+ 1971年）
- 5月5日 - タイロン・パワー、俳優（+ 1958年）
- 5月7日 - 芝木好子、小説家（+ 1991年）
- 5月8日 - 浅井太郎、プロ野球選手（+ 没年不明）
- 5月9日 - カルロ・マリア・ジュリーニ、指揮者（+ 2005年）
- 5月9日 - ヨゼフ・ミューラー＝ブロックマン、グラフィックデザイナー（+ 1996年）
- 5月11日 - アルーン・タジェフ、地質学者・映画作家（+ 1998年）
- 5月13日 - ジョー・ルイス、プロボクサー（+ 1981年）
- 5月18日 - ボリス・クリストフ、バス歌手（+ 1993年）
- 5月19日 - 呉清源、囲碁棋士（+ 2014年）
- 5月19日 - マックス・ペルーツ、化学者（+ 2002年）
- 5月20日 - 前畑秀子、水泳選手（+ 1995年）
- 5月27日 - 満田久輝、農芸化学者（+ 2006年）
- 5月27日 - 大石綱、プロ野球選手（+ 没年不明）
- 5月28日 - ジェフリー・ギルバート、フルート奏者（+ 1989年）
- 5月28日 - 田坂勝彦、映画監督（+ 1979年）
- 5月30日 - 安藝ノ海節男、大相撲第37代横綱（+ 1979年）
- 5月31日 - 伊福部昭、作曲家（+ 2006年）

### 6月
- 6月1日 - 徳永真一郎、歴史小説家（+ 2001年）
- 6月10日 - 黒沢俊夫、プロ野球選手（+ 1947年）
- 6月14日 - 永井智雄、俳優（+1991年）
- 6月15日 - ユーリ・アンドロポフ、ソビエト連邦の指導者（+ 1984年）
- 6月15日 - ソール・スタインバーグ、漫画家・イラストレーター（+ 1999年）
- 6月17日 - ジョン・ハーシー、ジャーナリスト、小説家（+ 1993年）
- 6月21日 - ウィリアム・ヴィックリー、経済学者（+ 1996年）
- 6月26日 - ヴォルフガング・ヴィントガッセン、テノール歌手（+ 1974年）
- 6月27日 - 霧島昇、歌手（+ 1984年）
- 6月27日 - ウィリアム・フート・ホワイト、社会学者（+ 2000年）
- 6月29日 - ラファエル・クーベリック、指揮者・作曲家（+ 1996年）

### 7月
- 7月1日 - アフマド・ハサン・アル＝バクル、イラク大統領（+ 1982年）
- 7月2日 - フレデリック・フェネル、指揮者（+ 2004年）
- 7月5日 - アニー・フィッシャー、ピアニスト（+ 1995年）
- 7月6日 - ビンス・マクマホン・シニア、プロレスのプロモーター（+ 1984年）
- 7月9日 - ヴィリー・シュトフ、東ドイツ国家評議会議長・閣僚評議会議長（+ 1999年）
- 7月13日 - スティーヴン・ウルマン、言語学者（+ 1976年）
- 7月15日 - 納家米吉、プロ野球選手（+ 1941年）
- 7月20日 - 杉浦清、プロ野球選手（+ 1987年）
- 7月21日 - 中村又五郎 (2代目)、歌舞伎役者（+ 2009年）
- 7月21日 - フィリップ・アリエス、歴史家（+ 1984年）
- 7月23日 - アルフ・プリョイセン、児童文学作家（+ 1970年）
- 7月23日 - 南博、社会心理学者（+ 2001年）
- 7月23日 - ヴァージル・フィンレイ、イラストレーター（+ 1971年）
- 7月24日 - 有村家斉、プロ野球選手（+ 1997年）
- 7月25日 - 早船ちよ、小説家（+ 2005年）
- 7月25日 - 石丸藤吉、プロ野球選手（+ 1991年）
- 7月28日 - 山口利夫、柔道家・プロレスラー（+ 1986年）
- 7月30日 - 立原道造、詩人・建築家（+ 1939年）
- 7月30日 - キラニン男爵マイケル・モリス、国際オリンピック委員会第6代会長（+ 1999年）
- 7月31日 - 長岡三重子、水泳選手、実業家、能楽師（+ 2021年）

### 8月
- 8月1日 - ジョー・リナルディ、脚本家（+ 1974年）
- 8月1日 - 井上一雄、漫画家（+ 1949年）
- 8月2日 - 木下順二、劇作家・評論家（+ 2006年）
- 8月2日 - 大江季雄、陸上競技選手（+ 1941年）
- 8月3日 - 岩崎寿男、実業家（+ 2005年）
- 8月3日 - 岡田茂、実業家（+ 1995年）
- 8月6日 - 伊原徳栄、プロ野球選手（+ 没年不明）
- 8月9日 - フェレンツ・フリッチャイ、指揮者（+ 1963年）
- 8月9日 - トーベ・ヤンソン、児童文学者（+ 2001年）
- 8月9日 - 後藤田正晴、警察官僚・副総理・内閣官房長官（+ 2005年）
- 8月10日 - マルクジンスキ、ピアニスト（+ 1977年）
- 8月13日 - 田武謙三、俳優（+ 1993年）
- 8月19日 - 早坂文雄、作曲家（+ 1955年）
- 8月20日 - 藤田宗一、プロ野球選手（+ 1980年）
- 8月25日 - 笠置シヅ子、歌手（+ 1985年）
- 8月26日 - フリオ・コルタサル、小説家（+ 1986年）
- 8月28日 - 広田修三、元プロ野球選手（+ 没年不明）
- 8月29日 - バーナード・ヴォネガット、気象学者（+ 1997年）
- 8月31日 - 平岩外四、日本経済団体連合会会長（+ 2007年）

### 9月
- 9月1日 - 笹本恒子、写真家（+ 2022年）
- 9月4日 - 坪内寿夫、実業家（+ 1999年）
- 9月5日 - 林八郎、陸軍軍人・二・二六事件の参加将校の一人 (+ 1936年)
- 9月7日 - ジェームズ・ヴァン・アレン、物理学者（+ 2006年）
- 9月9日 - 金子裕、元プロ野球選手（+ 没年不明）
- 9月10日 - ロバート・ワイズ、映画監督（+ 2005年）
- 9月12日 - デスモンド・リュウェリン、俳優（+ 1999年）
- 9月14日 - 高橋節郎、漆芸家（+ 2007年）
- 9月15日 - クレイトン・エイブラムス、アメリカ陸軍参謀総長（+ 1974年）
- 9月15日 - レオ・ベラネック、音響学研究者 (+ 2016年)
- 9月17日 - 金丸信、政治家（+ 1996年）
- 9月22日 - 北条民雄、小説家（+ 1937年）
- 9月24日 - アンジェイ・パヌフニク、作曲家・ピアニスト・指揮者（+ 1991年）
- 9月25日 - ジョン・ウィスター・シンプソン、電子工学研究者（+ 2007年）
- 9月27日 - 宇野重吉、俳優（+ 1988年）
- 9月27日 - 名寄岩静男、大相撲の力士（+ 1971年）
- 9月30日 - 野上清光、プロ野球選手（+ 1991年）

### 10月
- 10月1日 - 加賀大介、作詞家（+ 1973年）
- 10月1日 - 梅沢浜夫、医学者・細菌学者（+ 1986年）
- 10月6日 - トール・ヘイエルダール、人類学者（+ 2002年）
- 10月7日 - ピストン堀口、プロボクサー（+ 1950年）
- 10月7日 - 今井功、物理学者（+ 2004年）
- 10月8日 - 岩崎勝太郎、実業家（+ 1991年）
- 10月13日 - 志村敏夫、脚本家・映画監督（+ 1980年）
- 10月14日 - レイモンド・デイビス、天体物理学者（+ 2006年）
- 10月16日 - ザーヒル・シャー、アフガニスタン王（+ 2007年）
- 10月16日 - 森谷良平、プロ野球選手（+ 1992年）
- 10月17日 - 西条凡児、漫談家・司会者（+ 1993年）
- 10月21日 - マーティン・ガードナー、数学者、アマチュアマジシャン（+ 2010年）
- 10月25日 - 上田正、元プロ野球選手（+ 1944年）
- 10月26日 - ジャッキー・クーガン、俳優（+ 1984年）
- 10月27日 - ディラン・トーマス、詩人・作家（+ 1953年）
- 10月28日 - ジョナス・ソーク、医学者（+ 1995年）
- 10月28日 - リチャード・シング、化学者（+ 1994年）
- 10月31日 - 四宮和夫、法学者（+ 1988年）

### 11月
- 11月2日 - ジョニー・ヴァンダー・ミーア、メジャーリーグベースボール選手（+ 1997年）
- 11月3日 - 戸倉勝城、プロ野球選手（+ 1997年）
- 11月3日 - 大来佐武郎、経済学者・外務大臣（+ 1993年）
- 11月5日 - 猪木正道、政治学者（+ 2012年）
- 11月13日 - アルベルト・ラットゥアーダ、映画監督（+ 2005年）
- 11月15日 - ホルヘ・ボレット、ピアニスト（+ 1990年）
- 11月16日 - 郷倉和子、日本画家（+ 2016年）
- 11月18日 - 羽黒山政司、大相撲第36代横綱（+ 1969年）
- 11月19日 - 若狭得治、実業家（+ 2005年）
- 11月20日 - エミリオ・プッチ、ファッションデザイナー（+ 1990年）
- 11月20日 - 見坊豪紀、国語学者（+ 1992年）
- 11月23日 - マイケル・ガフ、俳優（+ 2011年）
- 11月23日 - 田村魚菜、料理研究家（+ 1991年）
- 11月25日 - ジョー・ディマジオ、メジャーリーグベースボール選手（+ 1999年）

### 12月
- 12月5日 - ハンス・ヘルムート・キルスト、小説家（+ 1989年）
- 12月10日 - ドロシー・ラムーア、女優（+ 1996年）
- 12月12日 - パトリック・オブライアン、小説家（+ 2000年）
- 12月12日 - ウィズダム・シジバ（+ 2009年）
- 12月14日 - ロザリン・テューレック、ピアニスト（+ 2003年）
- 12月14日 - 河北倫明、美術評論家（+ 1995年）
- 12月15日 - アナトール・アブラガム、物理学者 (+ 2011年)
- 12月16日 - 松本操、プロ野球選手（+ 没年不明）
- 12月18日 - 松村達雄、俳優（+ 2005年）
- 12月19日 - 楠本保、野球選手（+ 1943年）
- 12月20日 - 大久保利春（ロッキード事件被告丸紅専務）（+ 1991年）
- 12月21日 - 池田弥三郎、国文学者・民俗学者・随筆家（+ 1982年）
- 12月24日 - 池田俊彦、陸軍軍人・二・二六事件の参加将校の一人で､唯一の死刑回避将校 (+ 2002年)
- 12月24日 - 永田光男、俳優（+ 没年不明）
- 12月25日 - 原智恵子、ピアニスト（+ 2001年）
- 12月26日 - リチャード・ウィドマーク、俳優（+ 2008年）
- 12月28日 - 上原げんと、作曲家（+ 1965年）
- 12月28日 - ポップス・ステイプルズ、アメリカ合衆国のミュージシャン（+ 2000年）
- 12月30日 - バート・パークス、俳優（+ 1992年）

## 死去
- 9月1日 - リョコウバトの最後の個体、マーサが死亡し、リョコウバトは絶滅した。

### 1月
- 1月3日 - ラウール・プーニョ、音楽教師・作曲家・オルガニスト（* 1852年）
- 1月16日 - 伊東祐亨、武士・軍人・初代連合艦隊司令長官・華族（* 1843年）
- 1月21日 - テオドール・キッテルセン、画家・芸術家（* 1857年）
- 1月24日 - デービッド・ギル、天文学者（* 1843年）
- 1月30日 - 石井十次、岡山孤児院創設者（* 1865年）

### 2月
- 2月13日 - ダニエル・スワロフスキー、スワロフスキー創設者（* 1862年）
- 2月16日 - 青木周蔵、外務大臣・枢密顧問官（* 1844年）
- 2月25日 - ジョン・テニエル、イラストレーター（* 1820年）
- 2月26日 - サムエル・コッキング、実業家（* 1842年）

### 3月
- 3月1日 - トール・アウリン、ヴァイオリニスト・指揮者・作曲家（* 1866年）
- 3月4日 - 松田正久、衆議院議長・大蔵大臣・司法大臣・文部大臣・華族（* 1847年）
- 3月15日 - 長谷場純孝、衆議院議長・文部大臣（* 1854年）
- 3月16日 - シャルル・ゴバ、弁護士・教育者・政治家・ノーベル平和賞受賞者（* 1843年）
- 3月17日 - 平出修、小説家・作家・歌人・弁護士（* 1878年）
- 3月25日 - フレデリック・ミストラル、詩人・ノーベル文学賞受賞者（* 1830年）
- 3月31日 - ウィリアム・リチャードソン、政治家・弁護士・判事（* 1839年）

### 4月
- 4月1日 - ルーブ・ワッデル、メジャーリーガー（* 1876年）
- 4月11日 - 駒ヶ嶽國力、大相撲力士（* 1880年）
- 4月11日 - 昭憲皇太后、明治天皇の皇后（* 1849年）
- 4月16日 - ジョージ・ウィリアム・ヒル、天文学者・数学者（* 1838年）
- 4月19日 - チャールズ・サンダース・パース、哲学者・論理学者・物理学者（* 1839年）
- 4月26日 - 佐竹義理、岩崎藩主・貴族院議員・実業家・華族（* 1858年）

### 5月
- 5月8日 - アーサー・カミング、フィギュアスケート選手（* 1889年）

### 6月
- 6月10日 - カーバイン、競走馬・種牡馬（* 1885年）
- 6月14日 - アドレー・E・スティーブンソン、アメリカ合衆国副大統領（* 1835年）
- 6月24日 - 木村利太郎、倉敷紡績創設者（* 1860年）
- 6月24日 - 高木顕明、僧（* 1864年）
- 6月28日 - フランツ・フェルディナント大公、オーストリア＝ハンガリー帝国皇位継承者（* 1863年）

### 7月
- 7月1日 - ヘルマン・クライン、天文学者・気象学者（* 1844年）
- 7月2日 - ジョゼフ・チェンバレン、イギリス植民地大臣（* 1836年）
- 7月20日 - ロックサンド、競走馬・種牡馬（* 1900年）
- 7月31日 - ジャン・ジョレス、政治家（* 1859年）

### 8月
- 8月1日 - ガブリエル・デュポン、作曲家（* 1878年）
- 8月19日 - 阿部正桓、福山藩主・華族（* 1852年）
- 8月20日 - ピウス10世、ローマ教皇・聖人（* 1835年）
- 8月24日 - ヴィルヘルム・レキシス、経済学者・統計学者（* 1837年）
- 8月28日 - アナトーリ・リャードフ、作曲家・音楽教育家・指揮者（* 1855年）
- 8月28日 - レオン・ド・ロニー、民俗学者・言語学者（* 1837年）
- 8月29日 - アレクサンドル・サムソノフ、軍人（* 1859年）

### 9月
- 9月3日 - アルベリク・マニャール、作曲家（* 1865年）
- 9月26日 - アウグスト・マッケ、画家（* 1887年）

### 10月
- 10月6日 - アレクセイ・スタンチンスキー、作曲家（* 1888年）
- 10月10日 - カロル1世、ルーマニア国王（* 1839年）
- 10月16日 - 高島嘉右衛門、実業家・易断家（* 1832年）
- 10月22日 - 小錦八十吉、大相撲力士（* 1866年）
- 10月 - 鳥居忠文、壬生藩主・貴族院議員・華族（* 1847年）

### 11月
- 11月3日 - ゲオルク・トラークル、詩人（* 1887年）
- 11月5日 - アウグスト・ヴァイスマン、動物学者（* 1834年）
- 11月7日 - マルク・マリー・ド・ロ、宣教師（* 1840年）
- 11月10日 - ニルス・ドゥネル、天文学者（* 1839年）
- 11月16日 - 押川春浪、SF作家（* 1876年）
- 11月28日 - ヴィルヘルム・ヒットルフ、物理学者・化学者（* 1824年）

### 12月
- 12月1日 - アルフレッド・セイヤー・マハン、軍人（* 1840年）
- 12月2日 - 鶴原定吉、関西鉄道社長・大阪市長（* 1856年）
- 12月25日 - ベルンハルト・シュターフェンハーゲン、ピアニスト・指揮者・作曲家（* 1862年）
- 12月31日 - 中山眞之亮、天理教初代真柱（*1866年）

### 月日不詳
- 川名兼四郎、法学者（* 1875年）
- ゲオルグ・デ・ラランデ、建築家（* 1872年）
- 車永宏、武術家（* 1833年）

## ノーベル賞
- 物理学賞 - マックス・フォン・ラウエ
- 化学賞 - セオドア・ウィリアム・リチャーズ
- 生理学・医学賞 - ローベルト・バーラーニ Robert Bárány
- 文学賞 - 該当者なし
- 平和賞 - 該当者なし